# Pidonia frivola
Pidonia frivola là một loài bọ cánh cứng trong họ Cerambycidae.